# Оленівка (Криворізький район)
Оле́нівка — село в Україні, у Широківській селищній громаді Криворізького району Дніпропетровської області. 
Населення — 25 мешканців.

## Географія
Село Оленівка знаходиться на відстані 1,5 км від сіл Одрадне і Запоріжжя. По селу протікає пересихаючий струмок з загатою.

## Населення

### Мова
Розподіл населення за рідною мовою за даними перепису 2001 року:
| Мова       | Кількість | Відсоток |
| ---------- | --------- | -------- |
| українська | 18        | 72%      |
| російська  | 4         | 16%      |
| білоруська | 3         | 12%      |
| Усього     | 25        | 100%     |

## Інтернет-посилання
- Погода в селі Оленівка

1. ↑  Рідні мови в об'єднаних територіальних громадах України — Український центр суспільних даних